# The Wallflowers
The Wallflowers est un groupe de rock américain, originaire de Los Angeles, en Californie fondé en 1989,,. Il est composé de Jakob Dylan (guitare et chant), Rami Jaffee (piano et orgue Hammond B3), Greg Richling (basse), Jack Irons (batterie) et Stuart Mathis (guitare). Ils ont sorti six albums studio, une compilation et ont eu plusieurs chansons à la télévision et dans des films. Ils remportent deux Grammy Awards dans la catégorie de « meilleure performance rock par un duo ou groupe », et « meilleure chanson rock vocale » pour leur chanson One Headlight en 1998.
Ils sont les pionniers du revival du rock' n roll des années 1990. The Wallflowers a su s'imposer sur la scène américaine et mondiale. Jakob Dylan, l'essence du groupe, possède un sens poétique reconnu. Quelques titres des Wallflowers : Sleepwalker, 6th Avenue Heartache, One Headlight, Ashes to Ashes, Empire in My Mind, When You're on Top, I've Been Delivered, Heroes (reprise de David Bowie), Letters from the Wasteland, Beautiful Side of Somewhere et Closer 2 You. Les Wallflowers jouent aussi la bande originale du film Godzilla, Heroes, une reprise de la version moins construite, mais plus rock que celle de David Bowie. Les principales influences de The Wallflowers sont : Tom Petty, The Clash, Bruce Springsteen et Elvis Costello.

## Biographie

### Débuts (1989–1990)
Le groupe commence dans les petits clubs de Los Angeles en 1989. Il s'appelait à l'origine The Apples, mais change rapidement pour The Wallflowers. Les membres originaux des Wallflowers étaient Jakob Dylan (chant et guitare rythmique), Barrie Maguire (basse et chœur), Peter Yanowitz (percussions, Rami Jaffee (claviers et chœur) et Tobi Miller (guitare solo).

### The Wallflowers(1991–1994)
Ayant des difficultés à trouver une maison de disques, ils n'enregistrent leur premier album éponyme qu'en 1992. Ce dernier est publié le 25 août 1992 sur Virgin Records. Après la sortie de l'album, le groupe commencer à tourner avec Spin Doctors et 10,000 Maniacs.
The Wallflowers continuent de tourner pendant la première moitié de 1993, mais les ventes de leur album se retrouvent au point mort. Au total, 40 000 exemplaires se seront écoulés. L'accueil de l'album, cependant, est élogieux. Rolling Stone lui attribue quatre étoiles, notant qu'il s'agit d'un bon premier album. Malgré cet accueil, les exécutifs de Virgin Records seront insatisfait des mauvais chiffres de vente. À cette période, la société effectue un changement de management qui mènera au renvoi de Jeff Ayeroff et Jordan Harris, les deux ayant fait signer les Wallflowers chez Virgin. Après leur départ, les Wallflowers ne présentaient aucun avenir au label, et demanderont à être libérés de leur contrat. La séparation avec leur label se fait d'un commun accord. À la mi-1993, le groupe se retrouve sans label.
The Wallflowers continuent de jouer dans des clubs de Los Angeles au début de 1994. Greg Richling, un ami et ancien camarade de classe, prend le poste de bassiste à la place de Maguire, qui rejoint avec Yanowitz le groupe de Natalie Merchant. Richling, même s'il ne joua pas sur le disque, prend part à la première tournée, ce qui en fait un des membres de la formation originale avec Rami Jaffee et Jakob Dylan. À cette période, le groupe attire l'intérêt de Jimmy Iovine et Tom Whalley d'Interscope Records, qui signent le groupe en 1994,.

### Bringing Down the Horse(1995–1998)
Après leur signature avec Interscope Records, le groupe s'attèle aux préparatifs d'enregistrement d'un nouvel album. Ils se retrouveront encore confrontés au manque d'un producteur. The Wallflowers commenceront alors à envoyer des cassettes démos, dont une à T Bone Burnett. Burnett, impressionné par leur talent, acceptera de travailler pour le groupe. Cependant, avant même que l'enregistrement ne commence, le guitariste Tobi Miller quitte le groupe. The Wallflowers se retrouvent sans batteur ni guitariste à leur arrivée en studio. Matt Chamberlain s'occupe de la batterie pendant les sessions et plusieurs guitaristes remplaceront Miller, dont Mike Campbell, Fred Tackett, Jay Joyce et Michael Ward, qui deviendra membre permanent des Wallflowers.
Ils font un retour en force avec la sortie de leur deuxième album studio, Bringing Down the Horse, le 21 mai 1996. Le groupe commence ensuite à tourner en soutien à l'album. Pour cet album, Dylan, Rami Jaffee et Greg Richling de la formation originale ont fait appel à Michael Ward (guitare solo) et Mario Calire (percussions). Les hits de l'album, 6th Avenue Heartache (avec Adam Duritz des Counting Crows), One Headlight, The Difference, et Three Marlenas attirent l'intérêt du public et sont jouésà la radio. Le clip de 6th Avenue Heartache est publié sur MTV et VH1. The Wallflowers continuent de tourner jusqu'à la fin 1996 et sont invités à Saturday Night Live en novembre. Le 1er décembre, Bringing Down the Horse est certifié disque d'or par la RIAA avec 500 000 exemplaires vendus.
The Wallflowers traversent l'Europe pour une tournée de trois semaines. À leur retour à la mi-juin, les Wallflowers continuent de tourner aux États-Unis. Le 12 juin, Dylan reçoit sa première photo de couverture au magazine Rolling Stone. Le 21 juin, The Wallflowers tournent en têtes d'affiche au festival Rock Fest de Texas Motor Speedway. Bruce Springsteen se joint aux Wallflowers pour une performance live anthologique de leur chanson One Headlight aux MTV Video Music Awards de 1997.
One Headlight atteint la première place et 6th Avenue Heartache la troisième place aux Billboard American Hot 100 Airplay Charts. Aux Grammy Awards de 1998, The Wallflowers obtiennent deux Grammys : un dans la catégorie de « meilleure performance rock par un duo ou groupe » pour One Headlight, et Jakob Dylan est récompensé pour « meilleure composition d'une chanson rock » pour One Headlight.

### (Breach)(1999–2001)
Presque quatre ans après la sortie de leur deuxième album, Bringing Down the Horse, les Wallflowers publient leur troisième opus, (Breach), le 10 octobre 2000. L'album est positivement accueilli par la presse spécialisée.  Le magazine Rolling Stone attribue quatre étoiles à (Breach) qu'il considère « plus musclé » qu'il ne devait être. Cependant, (Breach) se vend moins que son prédécesseur. Il atteint la 13e place du Billboard 200 et est certifié disque d'or près d'un an après sa sortie, le 21 septembre 2001,.
Le premier single de l'album s'intitule Sleepwalker, et dans son clip, réalisé par Ben Stiller, ils se moquent de leur statut de rock star. Sleepwalker est suivi par Letters from the Wasteland, dont la chanson est utilisée dans la célèbre publicité pour Coca-Cola. L'album est présenté pour la première fois à l'émission First Listen de MTV. Le groupe joue aussi à la célèbre émission Saturday Night Live les chansons Sleepwalker et Hand Me Down. À la fin de (Breach), après la chanson Birdcage, il y a une chanson cachée intitulée Babybird, qui est très souvent jouée en concert. L'album fait notamment participer Elvis Costello, qui chante sur Murder 101. The Wallflowers reprendront aussi la chanson I Started a Joke des Bee Gees' (1968) pour le film Zoolander.
La tournée qui s'ensuit se fait en compagnie de Tom Petty et John Mellencamp. En tournée, les Wallflowers ont repris Song 2 de Blur et Won't Get Fooled Again de The Who régulièrement. Le guitariste Michael Ward quitta le groupe après la tournée, citant des différences créatives. Le groupe a toujours été officiellement formé de 4 membres depuis.

### Red Letter Days(2002–2003)
Le 5 novembre 2002, le Wallflowers sortent leur quatrième album studio, Red Letter Days. Red Letter Days atteint la 32e place au Billboard 200. Il est le premier album des Wallflowers dans lequel Jakob Dylan joue la majorité des parties de guitare solo. L'album contient un son plus agressif que celui des précédents albums, spécialement la chanson Everybody Out of the Water, au The Late Late Show with Craig Kilborn et qui figure dans le film Terminator 2. Le premier single et le seul clip est When You're on Top. Le single est un gros succès sur les chaines de radio AAA, les autres singles de l'album sont Closer to You, et How Good It Can Get, qui sont encore régulièrement diffusés sur les ondes. Quelques versions (japonaises et allemandes) de l'album contiennent des reprises studio de (What's So Funny About) Peace, Love and Understanding. Pendant qu'ils travaillent à l'album, le groupe reprend I'm Looking Through You des Beatles' (1965) pour le film I Am Sam. La bande-son est publiée le 8 janvier 2002.
Le groupe a offert beaucoup de performances exclusives durant la promotion de l'album, comme le Live at the Rock n' Roll Hall of Fame, un concert pour MTV, un autre télévisé pour VH1, Live at Alcatraz. Ils sont devenus le premier groupe à faire un concert sur cette île. Ils ont aussi joué When You're on Top au Last Call with Carson Daly, et How Good It Can Get au Late Show with David Letterman.

### Rebel, Sweetheart(2004–2005)
En juillet 2004, le groupe entre en studio pour l'enregistrement d'un cinquième album. Cet album, intitulé Rebel Sweetheart, est publié le 24 mai 2005 et est positivement accueilli par la presse spécialisée. Il est le premier album des Wallflowers à sortir en DualDisc. Le DVD, réalisé par Jason B. Bergh, inclut des interviews et des performances exclusives et des nouveaux arrangements de plusieurs chansons du groupe, comme des versions retravaillées de One Headlight et de For the Life of Me. On voit aussi un groupe amusé face aux questions ou aux remarques dépourvues d'intelligence du comédien Jon Lovitz. Brendan O' Brien (Bruce Springsteen, Pearl Jam, Train) est appelé pour produire et jouer un peu de guitare sur l'album. Fred Eltringham, le talentueux nouveau Wallflowers, y joue de la batterie. Un clip est sorti pour leur premier single, The Beautiful Side of Somewhere, qui est classé troisième des chaînes de radio AAA. Ils ont joué la chanson sur différentes émissions télévisées, comme Live with Regis and Kelly et les Summer Concert Series sur NBC.
Le second single est God Says Nothing Back, et le groupe déclare que c'était leur plus fier moment. Dans la promotion de l'album, The Wallflowers fait des performances pour Oxygen Custom Concert Series sur la chaine Oxygen et également pour la télésérie Soundstage sur PBS. La chanteuse/parolière Carole King était l'invitée spéciale pour ces concerts. En plus de Rebel Sweetheart, le groupe réalise un album exclusif pour iTunes. Cet album comporte des performances exclusives et rares avec des interviews de Jakob Dylan. Le groupe joue gratuitement pour les marins du porte-avions USS John C. Stennis (CVN-74) qui retournait en Californie. Un membre du groupe, se joint à eux, empoignant une guitare pour une reprise de Sam Cooke, Bring it on Home to Me.

### Pause (2006–2010)
Au grand regret des fans, The Wallflowers ne tourne pas en 2006. Par contre, Rami Jaffee a tourné avec les Foo Fighters pour leur tournée acoustique, et le batteur Fred Eltringham a travaillé sur l'album des Dixie Chicks. Jakob Dylan quant à lui tourna avec T-Bone Burnett pour sa première tournée depuis 20 ans. Le contrat avec Interscope prend fin en 2006. Jakob Dylan enregistre quelques chansons solo, dont Here Comes Now pour la série Six Degrees.
Jakob Dylan apparait en duo avec Dhani Harrison sur Gimme Some Truth de l'album Instant Karma, un double album en faveur du Darfour, composé de reprises de John Lennon. Jakob sort son premier album solo nommé Seeing Things le 10 juin 2008 en rupture totale avec le son des Wallflowers.
Jakob formera un groupe de tournée connu sous le nom de Jakob Dylan and the Gold Mountain Rebels (qui comprend Fred Eltringham des Wallflowers). Le groupe joue avec Jakob au très connu Late Show with David Letterman le 11 juin 2008, et fait une performance très ovationnée au Austin City Limits Music Festival à Austin, Texas. Jakob Dylan apparaît dans l'émission Jools Holland, A Late Night Talk Show in London, et joue Evil is Alive and Well et Something Good This Way Comes solo. C'est sa première émission de télévision où Jakob Dylan joue seul. Il tourne en été en Europe avec Eric Clapton et aux États-Unis avec Willie Nelson. En octobre, Jakob présente ses propres shows, très bien reçus, en Allemagne, à Amsterdam et à Londres. Le 31 août 2007, les Wallflowers annoncent qu'ils feront des concerts pour la première fois depuis deux ans. Le groupe joue dans des clubs dans le Nord-est et le Midwest aux États-Unis en octobre et en novembre 2007. À la fin de l'année 2007, un message sur le site officiel révèle que Rami Jaffee quitte le groupe. Stuart Mathis se joint au groupe comme guitariste soliste pour ces concerts.
À la fin d'avril 2008, the Wallflowers jouent deux shows, pour la première fois en trio. Stuart Mathis, le guitariste de la tournée 2007, n'était pas présent à ces occasions. Durant l'été 2008, Les Wallflowers sont apparus dans nombre de festivals, incluant le OC Fair, un festival de montgolfières en Caroline du Sud, Rock-Fest et Deadwood Jam. À chacun de ces shows, ils sont rejoints par le multi-instrumentiste Ben Peeler.
The Wallflowers publient une anthologie à l'occasion des 20 ans de la formation groupe, qui inclut deux titres inédits. Pour promouvoir cette sortie, ils effectuent une éreintante tournée américaine du 16 juin au 6 septembre 2009. Des rumeurs annonçaient que Rami Jaffee et Stuart Mathis seraient présents lors de cette tournée, qui aurait compris les premiers concerts de Jaffee avec le groupe depuis l'été 2005. En réalité, Mathis répond présent, mais c'est Bill Appleberry qui assure les claviers.

### Retour etGlad All Over(2011-2013)
Le 1er novembre 2011, Jakob Dylan confie au magazine Rolling Stone que The Wallflowers ont terminé leur pause, en déclarant : « Je l'ai toujours voulu, je n'ai jamais suggéré que nous nous étions séparés. Nous avons tous ressenti que nous nous essoufflions un peu et que nous avions besoin d'une pause, et cette pause d'une année devient deux ans, devient alors trois ans, et avant que vous réalisiez c'est cinq ou six années qui sont passées très vite. Je ne peux pas faire ce que je fais dans les Wallflowers sans eux. ça me manque. je suis heureux de mettre la guitare acoustique de côté. C'est quelque chose que je voulais faire, mais je n'ai jamais planifié de prendre la route et juste être le gars là-bas avec une guitare. Cela n'a jamais été excitant pour moi. j'ai été dans un groupe que j'aime et je veux continuer à en faire partie. » Il a également révélé qu'un nouvel album est en préparation.
Dans une interview accordée à News-PressNow de Saint-Joseph, Jakob a révélé la programmation pour les retrouvailles », Rami Jaffee, Greg Richling et Fred Eltringham. Ce serait le même line-up que le dernier album, et deux de ces gars-là ont été avec moi depuis 1992. »
Le 31 janvier 2012, Jakob Dylan déclare sur Twitter (ainsi que sur le Facebook officiel du groupe) « les Wallflowers sont en studio. Restez à l'écoute du groupe. » Il est affirmé également que le nouveau batteur qui succède à Fred Eltringham serait le batteur original des Red Hot Chili Peppers : Jack Irons. De plus, Stuart Mathis, qui accompagne le groupe sur scène depuis 2002, aurait rejoint le groupe de manière officielle. Le 24 juillet 2012, le single Reboot the Mission, en collaboration avec Mick Jones du groupe de punk The Clash, est mis en téléchargement gratuit sur le site officiel du groupe. Columbia Records annonce la sortie de l'album Glad All Over le 9 octobre 2012.
En mai 2016, leur album Bringing Down the Horse (1996) est réédité en format vinyle pour la première fois afin de célébrer sa vingtime année d'existence.

### Exit Wounds(2021)
Le septième album studio du groupe, Exit Wounds, est sorti le 9 juillet 2021 sur New West Records. Il a été produit par Butch Walker et le groupe a annoncé une tournée de 53 dates pour promouvoir l'album. À propos de l'écriture de l'album, Dylan a déclaré : « J'écrivais aussi à une époque où le monde avait l'impression de s'effondrer. Cela change la façon dont vous abordez même les choses les plus simples, car vous avez tout le temps la panique en tête. Vous avez de l'anxiété. Et vous avez aussi de l'espoir. Et tout est là-dedans ».

## Membres

### Membres actuels
- Jakob Dylan – chant, guitare (depuis 1989)

### Anciens membres
- Tobi Miller – guitare (1989–1995)
- Barrie Maguire – basse (1989–1993)
- Peter Yanowitz – batterie (1990–1994)
- Rami Jaffee – claviers (1990–2013)
- Greg Richling – basse (1993–2013)
- Mario Calire – batterie (1995–2003)
- Michael Ward – guitare (1995–2001)
- Fred Eltringham – batterie (2003–2011)
- Jack Irons – batterie (2012–2013)
- Stuart Mathis - guitare (2005-2014)

## Discographie

### Albums studio
- 1992 : The Wallflowers
- 1996 : Bringing Down the Horse
- 2000 : (Breach)
- 2002 : Red Letter Days
- 2005 : Rebel, Sweetheart
- 2012 : Glad All Over
- 2021 : Exit Wounds